# Forsterygion capito
La especie Forsterygion capito es pez marino, perteneciente a la familia de los tripterigíidos (“tres-colas”).

## Hábitat natural
Se distribuye endémico por las costas de Nueva Zelanda, tanto la isla Norte como la isla Sur. Dentro de esta área es común y abunda, motivo por lo que es clasificada su conservación como "preocupación menor".
Se encuentra en aguas poco profundas, en hábitats protegidos como bahías y puertos, asociados a los arrecifes rocosos, y en mezcla de arena y roca, también en zonas fangosas. Suele estar en aguas turbias, lo que hace que sea difícil de observar. El rango de profundidad en que vive es entre 0 y 12 metros.

## Morfología
Cuerpo con la forma típica de los tripterigíidos, se ha descrito una longitud máxima de 9'4 cm.

## Comportamiento
Se alimentan de pequeños organismos ventónicos, que capturan acechando ocultos y tragándose la presa entera.
Los huevos son hemisférica y cubierto con numerosos hilos pegajosos que los ancla en las algas en los sitios de anidación, mientras que las larv as que salen de ellos son planctónicas.